# Rafael Simancas Simancas
Rafael Simancas Simancas   (Kehl, 1 de juliol de 1966) és un polític madrileny, membre del Partit Socialista Obrer Espanyol i antic secretari general del Partit Socialista de Madrid. Nascut a Alemanya de pares immigrants provinents de Còrdova, es va llicenciar en Ciències Polítiques a la Universitat Complutense de Madrid. Es va convertir en regidor de l'Ajuntament de Madrid després de les eleccions municipals de 1995 que va renovar en les eleccions de 1999. Va exercir de secretari general del Partit Socialista de Madrid del 2000 al 2007, quan va ser substituït per Tomás Gómez. Va ser el cap de llista de la llista del PSOE a les eleccions regionals de maig de 2003, octubre de 2003 i 2007. Després de la seva sortida de l'Assemblea de Madrid el febrer de 2008, ha estat membre de la IX, X, XI i XII legislatures del Congrés dels Diputats.
Des del 20 de juliol de 2021 és Secretaria d'Estat de Relacions amb les Corts del govern de Pedro Sánchez que ocupava José Antonio Montilla Martos.